# Santa Maria d'Ermedàs
Santa Maria d'Ermedàs és una obra del poble d'Ermedàs, al municipi de Garrigàs (Alt Empordà) inclosa en l'Inventari del Patrimoni Arquitectònic de Catalunya.

## Descripció

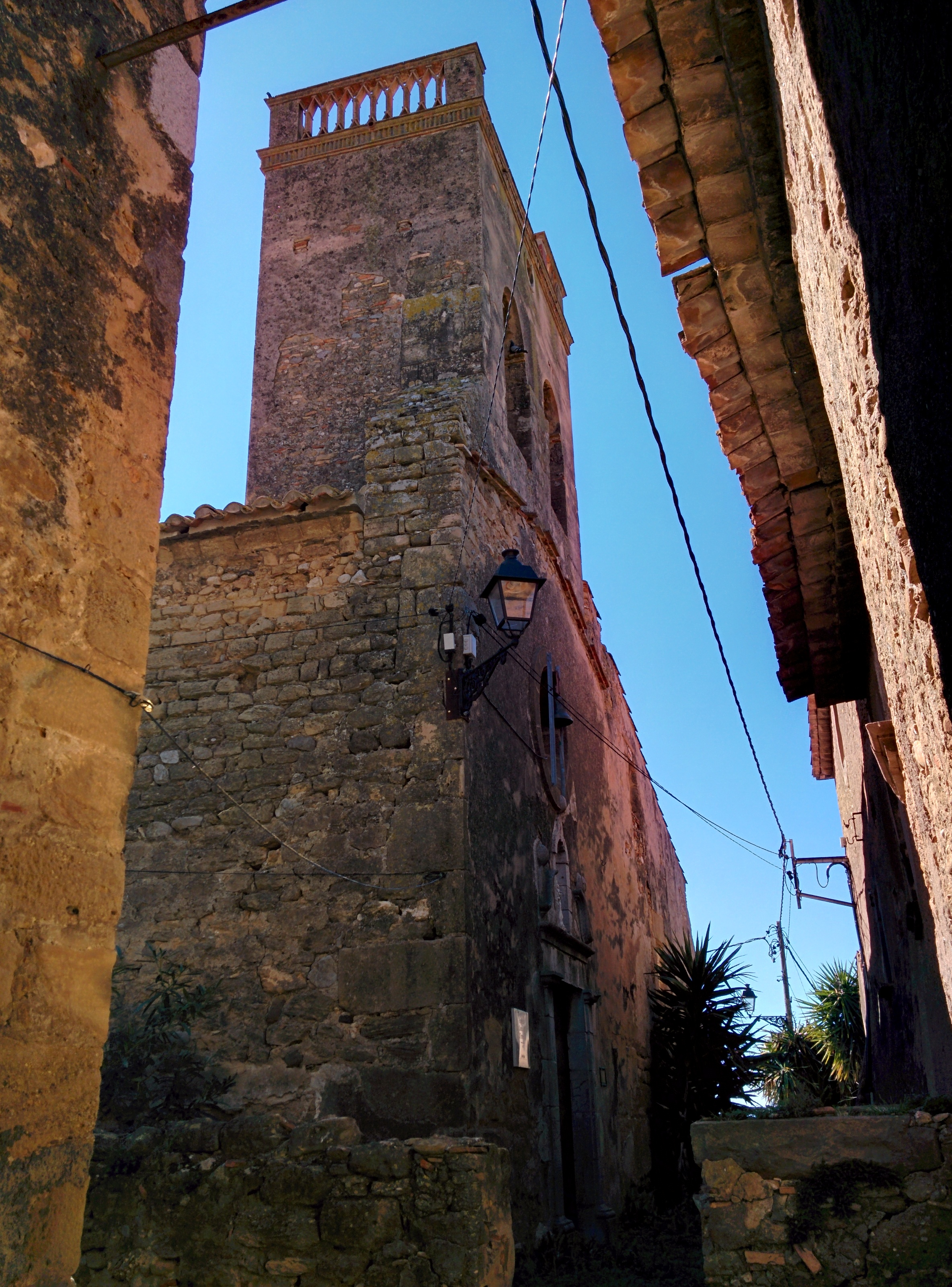

L'església de Sta. Maria d'Ermedàs està situada a l'entrada del nucli d'Ermedàs, a darrere de la masia coneguda com a Can Marisc. És un temple d'una nau amb absis semicircular. Al costat de la nau hi ha restes d'una altra nau, avui mig enrunada, però no és visible que hi hagi hagut comunicació entre ambdues. La façana manté una capa d'arrebossat que no veiem a la resta de la construcció. A la porta figura la data 1798, època al qual pertany el rosetó d'aquesta façana. El mur de migdia de la nau resta amagat per la rectoria. L'única obertura romànica visible és la finestra del centre de l'absis. La volta de la nau és de canó amb dos arcs torals, sense pilastres. L'arc triomfal és de mig punt, sense impostes i sostingut per pilastres rectangulars. A cada banda de la nau hi ha tres arcs de mig punt, amb impostes de bisell que queden imbuïts en els murs laterals.

## Història
Es tracta d'un edifici romànic d'època primitiva, probablement bastit a inicis del segle xi, mentre que les restes de la nau afegida a migdia podrien ser datades en els segles XII-xiii. Durant el segle xviii van fer-s'hi remodelacions, a aquest període corresponen la portada i el campanar.
L'església va ser restaurada per la diputació de Girona. L'edifici de la rectoria, que amagava les restes de la nau de migdia, ha estat enderrocat.